# FM40ラジオデー
FM40ラジオデー（エフエム・フォーティー・ラジオデー）とは、NHK-FM放送の開局40周年特別番組として2009年2月28日午前5時から3月2日午前5時までの48時間にわたり行われた特番である。

## 概要
- NHK-FMは1957年から12年間試験放送として放送された後、1969年3月1日の放送開始から正式な本放送を開始し、この年（2009年）で満40周年を迎えた。そこでこれまでのFM放送40年の歴史を振り返りながら、これからのFM放送のあり方を考え、また2009年度から新規に始まる新番組の予告編も交えた48時間の生ワイドを企画した。

## 放送内容
放送日付上の基点・5時を境として掲載する。

### 2月28日
この日のテーマは「NHK-FM40年のあゆみ」
- 5:00　グランドオープニング
48時間の特番の概要を紹介
- 5:05　日本民謡大観　民謡の源流をたずねて
全国各地に伝わる民謡の源流を音源をたどりながら振り返った。

（6:55-7:15　ニュース・気象情報他の中断）
- 7:15　高度成長時代のNHK交響楽団
ゲストに指揮者・外山雄三を迎え、山田美也子との対談と、NHK交響楽団の演奏を振り返った。

（11:50-12:15　ニュース・気象情報他の中断）
- 12:15　日曜喫茶室スペシャル
日曜日の昼下がりに展開するラジオ喫茶店・日曜喫茶室に訪れた著名人の音源を再生
- 14:00　FM40年とその音楽
FM本放送開局から40年の歴史を彩った数々の名曲とその時代の背景を、萩原健太、久保田祐佳らをはじめ、音楽通のタレント・ミュージシャンが大挙出演してお気に入りの一曲を紹介しながらたどった（18:50-19:20　ニュース・気象情報他の中断を挟んで2部構成）
- 21:00　名作ラジオドラマ「愛と修羅」
1967年（試験放送時）に放送され、イタリア賞を受賞した作品。出演・奈良岡朋子他
- 22:15　坂本龍一のアーカイブスペシャル
テクノ音楽を広めた坂本が出演したサウンドストリートなどの音源を再生しながら、坂本自らが回顧するというもの。
- （3月1日）0:00　アラフォー～あの日聞こえてきた音楽は…今も輝いている～
満40周年最初の番組は、まさに40代「アラフォー」の世代を生きる吉井和哉、宇治田みのる、山本シュウを交えて、特に若者向けの音楽と深夜放送にスポットを当てたディスクジョッキーを展開

### 3月1日
この日のテーマは「これからのNHK-FM」
- 5:00　FM40邦楽アーカイブ・懐かしの至芸
NHK-FMの看板番組のひとつ・邦楽の演奏をライブラリーから再現した

（6:55-7:15　ニュース・気象情報他の中断）
- 7:15　FM40クラシックスペシャル（第1部）
ゲストに名曲のたのしみの吉田秀和、バロック音楽のたのしみの皆川達夫らFM放送のクラシック音楽番組の司会・解説者を交えて、NHKのクラシック音楽の歴史を振り返った
- 10:00　気ままにクラシックスペシャル
これからの世代をリードする「クラシック音楽の卵たち」にスポットを当て、その演奏家の生演奏を中心に構成

（11:50-12:15　ニュース・気象情報他の中断）
- 12:15　トーキング ウィズ 松尾堂スペシャル
「大いに語ろう!!ラジオと本と音楽と」というテーマで、村山由佳、立川談春ら各界著名人が、青春時代に親しんだラジオや本についてざっくばらんに語り合った。
- 15:00　わが青春のFMリクエストアワー
FMリクエストアワーは各都道府県（北海道支庁別も）ごとの企画ネット番組であり、各地の放送局の名物アナウンサーにとっても登竜門的な番組だった。この番組を経験した人気アナウンサー・梅津正樹、山本哲也、芳野潔の座談会を中心に、FMリクエストアワーの様々なこぼれ話を披露した。当日は徳田章もNHK松山放送局から電話参加、高山哲哉も後半から飛び入り出場した。
- 18:00　新番組スペシャルトーク
2009年4月から新番組を開始した佐野元春と大貫妙子が新番組の見所・聞き所を紹介しつつ、2人のNHK-FMの思い出を語り合った対談

（18:50-19:20　ニュース・気象情報他の中断）
- 19:20　FM40クラシックスペシャル（第2部）
2009年に音楽活動50年を迎えた中村紘子をはじめ、吉松隆、鈴木大介が出演して、クラシック番組の歴史を振り返りながら、中村、鈴木の生演奏も行った。
- 21:00　名作ラジオドラマ「神様」
2002年の文化庁芸術祭参加作品で、芸術祭大賞を受賞した、谷山浩子の音楽ドラマ。
- 22:00　サウンドストリート21スペシャル
結成20年を迎えたドリームズ・カム・トゥルーを取り上げ、中村正人がドリカムの歴史、FM放送の思いを語る
- 23:00　インディーズ・ファイルスペシャル
NHK衛星第2テレビジョンとの連動番組。森若香織（元GO-BANG'S）をパーソナリティーに、これからを担うインディーズ歌手の楽曲を下北沢のライブハウスからの中継による生演奏を交えて紹介
- （3月2日）0:30　クロスオーバー・ジャズ&ワールドミュージック・トゥディー
48時間の特番の大トリは、児山紀芳（ジャズ評論家）と北中正和（音楽評論家）の座談と、ジャズ・洋楽の楽曲を取り上げ、洋楽・ジャズ番組の歴史を振り返った。

## その他
- このFM放送開始40周年を記念して、「Believe in music, Believe in voice」をテーマとした坂本龍一作曲と、多部未華子がナレーションアナウンスを入れたジングルが製作された。これは現在も引き続き使用されている。なお開局40周年記念事業の番組であった場合、2009年限定で「40Years Anniversary」というアナウンスが入っていたが、2010年以後はその箇所を削除して放送を続けている。
  - 多部はつばさ（2009年度上半期連続テレビ小説）でヒロインを担当しているが、同作品はNHK-FM本放送40周年の記念事業としても製作されており、コミュニティ放送が題材になっている。